# زخرط كنيسي
الزخرط الكنيسي أو الغاجية الكنيسية (باللاتينية: Gagea kneissea) نوع نباتي يتبع جنس الزخرط من الفصيلة الزنبقية.

## الموطن والانتشار
النبات متوطن في بلاد الشام.